# 최태영 (법학자)
최태영(崔泰永, 1900년 3월 28일 ~ 2005년 11월 30일)은 대한민국의 법학자이이다. 한국인 최초로 1925년에 법학 정교수가 되어 한국 근대 법학의 초기에 보성전문학교와 서울대학교 등 많은 대학에서 상법·민법·헌법·국제법·행정법·법제사·법철학 등 다양한 분야를 가르치며 법학 교육에 크게 기여하였다. 고대사에 관심을 두고 여러 저서를 출간하였다.

## 약력
서울에서 태어나 1919년 메이지대학 예과에 입학하였고, 1921년부터 1924년까지 법학부에서 수학하여 법철학 및 상법 법학사 학위를 받았다. 이후 보성전문학교에서 교수 및 강사로 일하면서 경신학교의 교장 등을 역임하기도 했다.
해방 이후에는 미군정에서 변호사 자격을 인증받은 뒤, 1946년부터 부산대학교 교수 겸 인문대학장을 지냈다. 1947년 12월 16일에는 서울대학교 법과대학 교수 겸 학장이 되었다.
1949년부터 1962년까지 중앙대학교 법정대학 교수 겸 학장으로 부임하였으며, 1958년에는 동대학에서 명예법학박사 학위를 받았다. 1954년부터 1955년까지는 경희대학교 법과대학 학장 겸 대학원장을 지냈고, 1957년부터 1968년까지는 청주대학 교수 겸 학장 겸 대학원장을 지내는 등 활발한 교육활동을 전개하였다.
학술활동에도 열의를 보여 1954년부터는 대한민국학술원 종신회원으로 활동하였으며, 1957년부터 1972년까지는 한국상사법학회 회장을 지냈다. 저술로 국내 최초로 상법과 관련된 《현행 어음·수표법》을 집필하였고, 다양한 저술을 남겼다. 1977년에 출간한 《서양 법철학의 역사적 배경》은 학술원 저작상을 수상하기도 했다.
고대사 연구에도 관심을 가져, 단군에 대한 활발한 연구를 하였다. 《삼국유사》의 ‘환인(桓因)’은 ‘환국(桓國)’의 조작이라는 주장을 통해 잘 알려졌다. 1989년에는 《한국 상고사 입문》을 출간하였는데, 이 책이 이병도와 공저한 것이라 주장하였으나 정작 해당 책에는 이병도가 저술한 내용이 존재하지 않는다. 이후 90세 이상의 고령일 때도 활발한 저작 활동을 펼쳤다.

## 참고 자료
- 《서울대학교 법과대학 백년사》, 서울대학교 법과대학동창회, 2004.
- 대한민국학술원 최태영

## 같이 보기
- 산해경
- 아사달
- 동몽선습